# Malanje
Pour les articles homonymes, voir Malange.
Malanje (souvent écrit Malange) est une ville située au nord de l'Angola et capitale de la
province du même nom.
L’aérodrome de Malanje relie la ville à la capitale Luanda.

## Religion
Malanje est le siège d'un archevêché catholique.

## Personnalités nées à Malanje
- José Maria Botelho de Vasconcelos, homme politique
- Alexandre do Nascimento, cardinal